# Ebershauser-Nattenhauser Wald
Ebershauser-Nattenhauser Wald är ett kommunfritt område i Landkreis Günzburg i Regierungsbezirk Schwaben i förbundslandet Bayern i Tyskland.